# Caradrina bilunata
Caradrina bilunata là một loài bướm đêm trong họ Noctuidae.